# Packard 300
La 300 è un'autovettura costruita dalla Packard dal 1951 al 1952.

## Il contesto

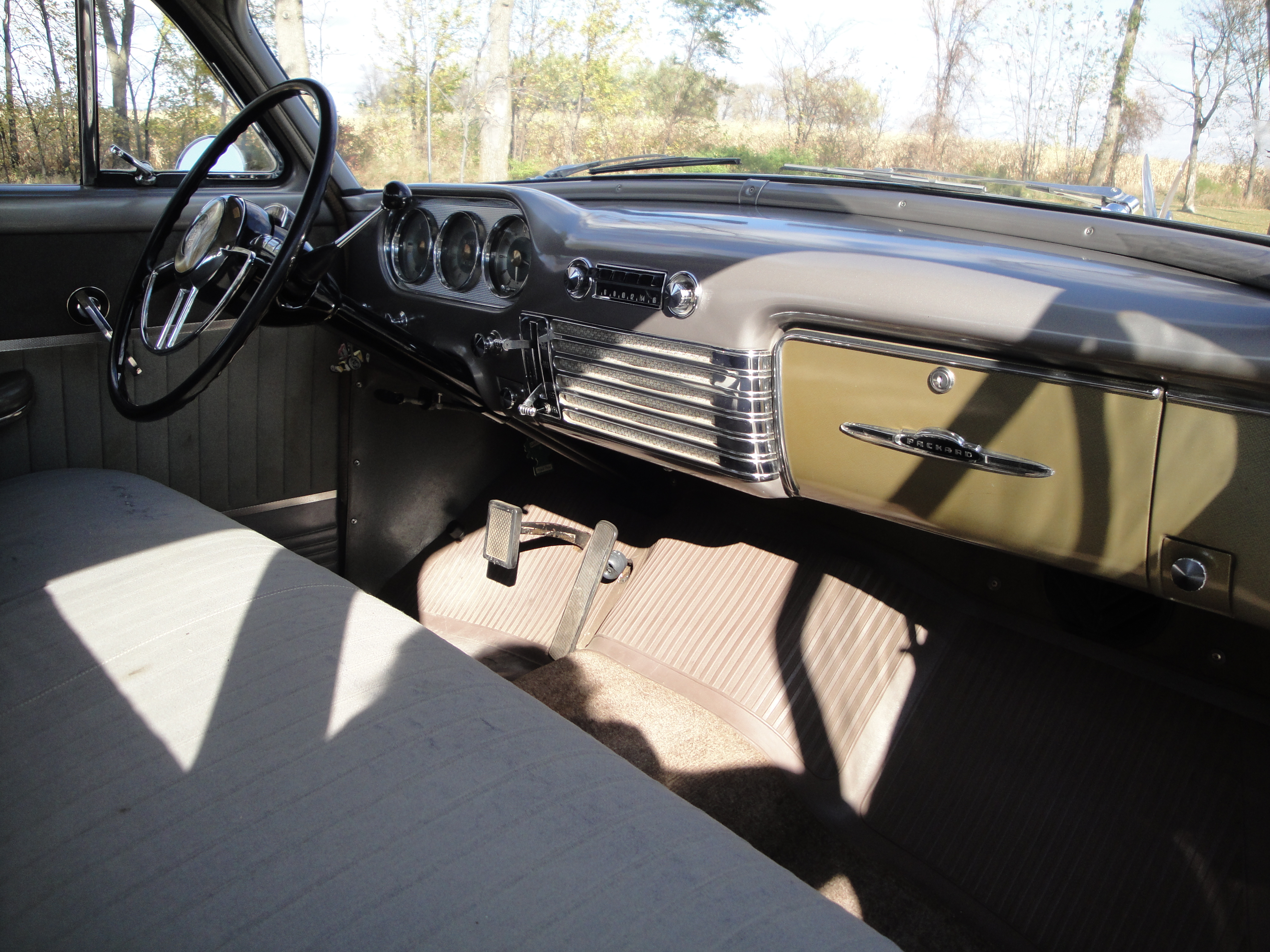
Interni

La Packard era famosa per le sue auto di prestigio. Dal 1936 la gamma della Casa automobilistica era contraddistinta da due serie: da un lato le lussuose Senior, e dall'altro le più economiche Junior.
La “300”, che era una Super Eight rinominata, rappresentava il modello di gamma medio-alta della Packard, e quindi faceva parte della serie Senior insieme alla Patrician 400, che era la vettura più lussuosa tra i modelli offerti. Alla serie Junior appartenevano invece la 200 e la 250, le quali possedevano allestimenti interni meno curati rispetto alla “300”.
La “300” fu commercializzata solamente in versione berlina quattro porte e nasceva sul telaio Packard da 3200 mm di passo. Il modello comprendeva gli allestimenti base della “200” e della “200 Deluxe”, più i vetri oscurati, le guide di scorrimento per i passeggeri ospitati posteriormente ed i tessuti degli interni a righe. Esteriormente era dotata di borchie che coprivano l'interezza dei cerchioni ed era caratterizzata dalla presenza del famoso cormorano Packard che ornava la capote. La “300” era contraddistinta dalla presenza dei tratti distintivi della serie Senior, vale a dire il lunotto avvolgente ed i fari posteriori orizzontali. Queste due caratteristiche le condivideva con la “Patrician 400”.
Nel 1953 la “300” fu rinominata Cavalier quando la Packard abbandonò la designazione numerica dei propri modelli. Nei due anni di produzione furono prodotti in totale 22.309 esemplari, di cui 15.309 nel 1951 e 7.000 nell'anno successivo.

## Caratteristiche tecniche
Il motore era quello già installato sulla Super Eight, vale a dire l'otto cilindri in linea Thunderbolt da 5360 cm³ di cilindrata che aveva in comune con la 250. La “300” aveva in dotazione un cambio manuale a tre rapporti, ed era offerta come optional una trasmissione Ultramatic.